# الإسلام في القرم

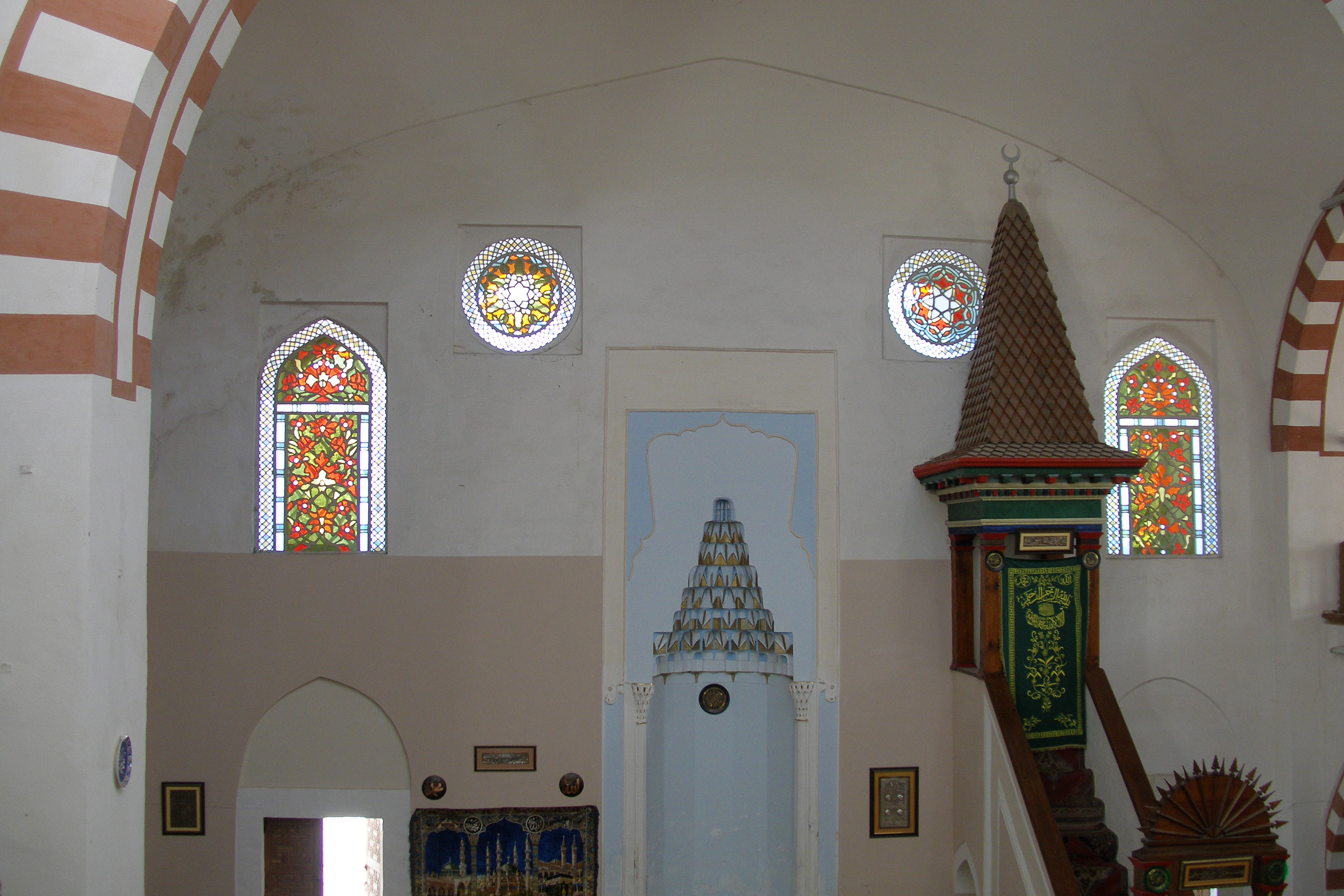
مسجد الجمعة الجامع. اتجاه الكعبة في مكة. منبر. محراب. أمر خان دولت الأول جيراي ببناء مسجد الجمعة الجامع في عام 1552. وقد بناه المهندس المعماري الإسطنبولي معمار سنان (كوكا معمار سنان آغا) الذي كان كبير المهندسين المعماريين في الإمبراطورية العثمانية في ذلك الوقت. يوباتوريا، يفباتوريا، شبه جزيرة القرم.

وصل الإسلام إلى القرم عن طريق التتار، وذلك في عهد القبيلة الذهبية، فعندما وصل التتار إلى شبة جزيرة القرم جذبوا من كان فيها من الإغريق والإيطالبين إلى الإسلام، وكانوا يبذلون جهدهم في نشر الإسلام بين جيرانهم، ولقد استقر تتار القرم بشبه الجزيرة في نهاية النصف الأول من القرن الثامن الهجري، وكانوا قسماً من دولة المغول، ثم استقلت دولة القرم تحت حكم كيراي منذ سنة (831 هـ - 1427 م)، وقامت دولة القرم التتارية بمد نفوذها على الأراضي المجاورة لها، وبلغت قوتها أنّ إمارة موسكو كانت تدفع لها جزية سنوية في عهد السلطان محمد كيراي في النصف الأول من القرن العاشر الهجري، ثم خضعت موسكو لحكمها في سنة 979 هـ - 1571 م، وقويت شوكة الروس وبدؤوا في مهاجمة أطراف دولة القرم، والتي بدأت تضعف فاستولوا على القسم الشمالي منها في سنة 1091 هـ - 1680 م، وهب الأتراك العثمانيون لنجدتهم، وتم تحالف بين تتار القرم والدولة العثمانية، فنزل العثمانيون جنوب شبه جزية القرم، ودام هذا التعاون قرابة قرن، ولما أصاب نفوذ العثمانيين الضعف في الجهة الشمالية.

## غزو شبه جزيرة القرم
تمكن الروس من غزو شبه جزيرة القرم في سنة 1198 هـ - 1783 م، في عهد كاترين الثانية إمبراطورة روسيا المتعصبة للمسيحية. وهكذا فقدت دولة تتار القرم حريتها، وبدأ الاضطهاد الديني لمسلمي القرم، وطرد الروس من شبه جزيرة القرم نصف مليون نسمة، وصدرت عدة قوانين تحرم الدعوة إلى الإسلام، وظل هذا الغبن مفروضاً على التتار المسلمين طيلة قرن وربع، ولما صدر قانون حرية التعبد أعلن التتار الدعوة الإسلامية، بعد أن كانوا يمارسونها سراً بين جيرانهم وزاد عدد الداخلين في الإسلام. ونشط تتار القرم في استعادة كيانهم منذ صدور قانون حرية العقيدة في روسيا القيصرية في سنة 1323 هـ - 1905 م، وحتى استيلاء السوفيات على حكم روسيا في سنة 1336 هـ - 1917 م، فقاوم تتار القرم الخضوع لهم فلجأ السوفيات إلى حرب التجويع والحصار، وقد نشرت جريدة أزفسيتا السوفياتية جانباً من حرب التجويع التي فرضت على تتار القرم، واستمرت طيلة عام 1922، ومات في هذه المجاعة أكثر من ستين ألف مسلم من تتار القرم وقتل مئة ألف، وحكم عل خمسين ألف بالنفي، وهكذا قدم تتار القرم العديد من الضحايا، قبل الاستسلام لحكم السوفيات، وأعلن قيام جمهورية القرم السوفياتية، وخضعت للحكم الذاتي. وفي سنة 1347 هـ - 1928 م اتجه الروس إلى جعل شبه جزيرة القرم موطناً ليهود روسيا، واحتجت حكومة القرم، فأعدم رئيس جمهوريتها وأعضاء حكومته، ونفي أربعون ألف مسلم من القرم إلى سيبيريا، وهكذا كانت القرم قلعة حصينة، ولم تستسلم بسهولة. وفي أثناء الحرب العالمية الثانية اتهم السوفيات سكان القرم بالتعاون مع الألمان فصدر قرار مجلس السوفيات بإلغاء جمهوريتهم في سنة 1363 هـ - 193 م، وتم تنفيذه، وشرد تتار القرم وأرغموا أهلها على الهجرة الإجبارية إلى سيبيريا وآسيا الوسطى خصوصاً في أوزبكستان، وهرب مليون وربع مليون منهم إلى تركيا، وأوروبا الغربية، وبعضهم إلى بلغاريا ورومانيا وأعدم الكثير، ولم يبق من خمسة ملايين مسلم من تتار القرم غير نصف مليون، وهدم السوفيات ألفاً وخمسمئة مسجد في شبه جزيرة القرم، والعديد من المعاهد والمدارس، وفي سنة 1387 هـ - 1976 م وقرر مجلس السوفيات براءة تتار القرم من تهمة التعاون مع الألمان وتشريد شعب كامل، إلغاء جمهوريته، نتيجة تهمة باطلة ألصقت به، ويطالب تتار القرم بالعودة إلى وطنهم.

## المصدر
- الأقليات المسلمة في آسيا وأستراليا - سيد عبد المجيد بكر.
- شبه جزيرة القرم.. الفردوس الضائع - أحمد أسامة يونس.
- الجزيرة توك في شبه جزيرة القرم - أحمد أسامة يونس.
- مقابلة مع نائب مدير مكتب الرائد في القرم «أمين القاسم» - أحمد أسامة يونس.
- حكايتي مع شبه جزيرة القرم - المدون د. أحمد يونس